# Джая и Виджая
Джа́я и Виджа́я (имя того и другого значит "победа" и "полная победа", санскр.) — согласно индуистскому преданию, двое слуг Вишну на Вайкунтхе, которые оскорбили великих мудрецов четырёх Кумаров и в наказание за это вынуждены были родиться три раза на земле как асуры и сразится с Вишну в одном из его воплощений. 
В Сатья-югу они родились демонами по имени Хираньякашипу и Хираньякша; 
в Трета-югу — Раваной и Кумбхакарной, 
а в конце Двапара-юги — Шишупалой и Дантавакрой. 
Джая и Виджая согласились стать врагами Вишну и видеть в нём своего недруга. Вишну же согласился убить их и таким образом даровать им спасение, так как говорится, что даже те, кто думают о Вишну с ненавистью, в результате такой медитации могут получить освобождение.

## Происхождение
Согласно "Брахманда-пуране", Джая и Виджая были сыновьями демона Кали, а Кали, в свою очередь, был одним из сыновей Варуны и его жены Стуты (санскр. स्तुत, «хвала»). Брат Кали (и дядя Джаи и Виджаи) был Ваидья.

## Легенда

### Оскорбление Кумаров
По учению индуизма, благодаря своей духовной чистоте, святые риши, сыновья Брахмы Кумары обладают мистической способностью путешествовать по просторам материального и духовного неба. Эти четыре мальчика-мудреца были полностью обнажёнными и выглядели как пятилетние дети, хотя были старше всех живых существ во вселенной. Однажды, обойдя всю вселенную, они вступили в пределы духовного неба, в котором плавают духовные планеты, называемые Вайкунтхой. Этим планетам поклоняются жители всех материальных планет, ибо на них обитает сам Верховный Господь Вишну и Его чистые преданные. Когда четверо Кумаров (Санака, Санатана, Санандана и Санат Кумара) с помощью мистической йоги достигли Вайкунтхи, они увидели, что духовный мир освещён сиянием богато украшенных виманов, которыми управляют обитатели Вайкунтхи.
Кумары миновали шесть ворот Вайкунтхи, пышное великолепие отделки которых не произвело на них особого впечатления, и подошли к седьмым. Там они увидели двух излучающих сияние существ одинакового возраста, облачённых в великолепные одежды, вооружённых палицами и украшенных бриллиантами и другими драгоценными камнями, с серьгами в ушах и шлемами на головах. Это были Джая и Виджая. У них на груди, между четырёх голубых рук, висели гирлянды из свежих цветов, вокруг которых вились пчёлы, опьянённые их благоуханием. Кумары во главе с Санакой смело открывали все встречавшиеся на их пути ворота, так как им были неведомы такие понятия, как «своё» и «чужое». Не задумываясь, послушные зову сердца и движимые нетерпеливым желанием увидеть своего возлюбленного повелителя Вишну, Кумары вошли в седьмые ворота точно так же, как входили в предыдущие шесть ворот. Однако когда двое привратников, Джая и Виджая, увидели их, то, не считаясь с высоким положением Кумаров, преградили им путь своими жезлами, несмотря на то что мудрецы ничем не заслужили подобного обращения.
Кумары сказали:
«Кто эти двое, чей образ мыслей так чужд атмосфере Вайкунтхи, хотя они состоят на службе у Вишну и, занимая столь высокое положение, должны были бы обладать теми же качествами, которыми обладает Он Сам? Как они вообще оказались на Вайкунтхе? Может ли быть такое, чтобы в царство Бога прокрался враг? Но у Вишну нет врагов. Кто станет враждовать с Ним? Скорее всего, эти двое — самозванцы и потому подозревают других в том, чем грешат сами. Эти двое одеты, как жители Вайкунтхи, но откуда в их мысли проникла двойственность? Поэтому давайте решим, какой кары заслуживают эти нечестивцы. Мы должны найти для них подходящее наказание, которое в конце концов обернётся для них благом. Обнаружив в бытии Вайкунтхи двойственность, они осквернили себя, поэтому им не место здесь, они должны отправиться в материальный мир». Когда Джая и Виджая увидели, что Кумары собираются их проклясть, они перепугались и в великом волнении бросились к ним в ноги, зная, что от проклятия брахманов их не сможет защитить никакое оружие. Они сказали: «Вы поступили совершенно правильно, наказав нас за непочтительное обхождение с такими мудрецами, как вы. Но мы молим вас о том, чтобы, видя наше раскаяние, вы сжалились над нами, и мы, упав в материальный мир, не оказались во власти иллюзии, которая заставляет живые существа забыть о Верховной Личности Бога».
В это время Вишну узнал об оскорблении, которое его слуги Джая и Виджая нанесли великим святым. Вместе со своей супругой, богиней процветания Лакшми, он прибыл на место происшествия. Мудрецы во главе с Санакой увидели, что Вишну, которого до этого они созерцали только в своём сердце, когда находились в состоянии духовного транса (самадхи), теперь предстал перед их глазами. Он подошёл к ним вместе со своими приближёнными, которые держали над ним зонт и обмахивали его чамарами. Кумары преклонили головы к его стопам. Как только они вдохнули принесённый ветром аромат листьев туласи, которые лежали на пальцах стоп Вишну, они почувствовали перемену, происшедшую в их теле и уме, хотя они и были очень привязаны к безличному Брахману. Прекрасный лик Вишну вызвал в их памяти образ голубого лотоса, а его улыбка напомнила им о распустившемся цветке жасмина. Увидев его лицо, Кумары испытали полное удовлетворение; желая и дальше созерцать красоту Вишну, они перевели взоры на пальцы его лотосных стоп с алыми, как рубины, ногтями. Не отрывая взгляда от духовного тела Вишну, они погрузились в медитацию на его образ. Таким образом, четверо Кумаров, привлечённые красотой Вишну, встали на путь бхакти и стали вайшнавами.

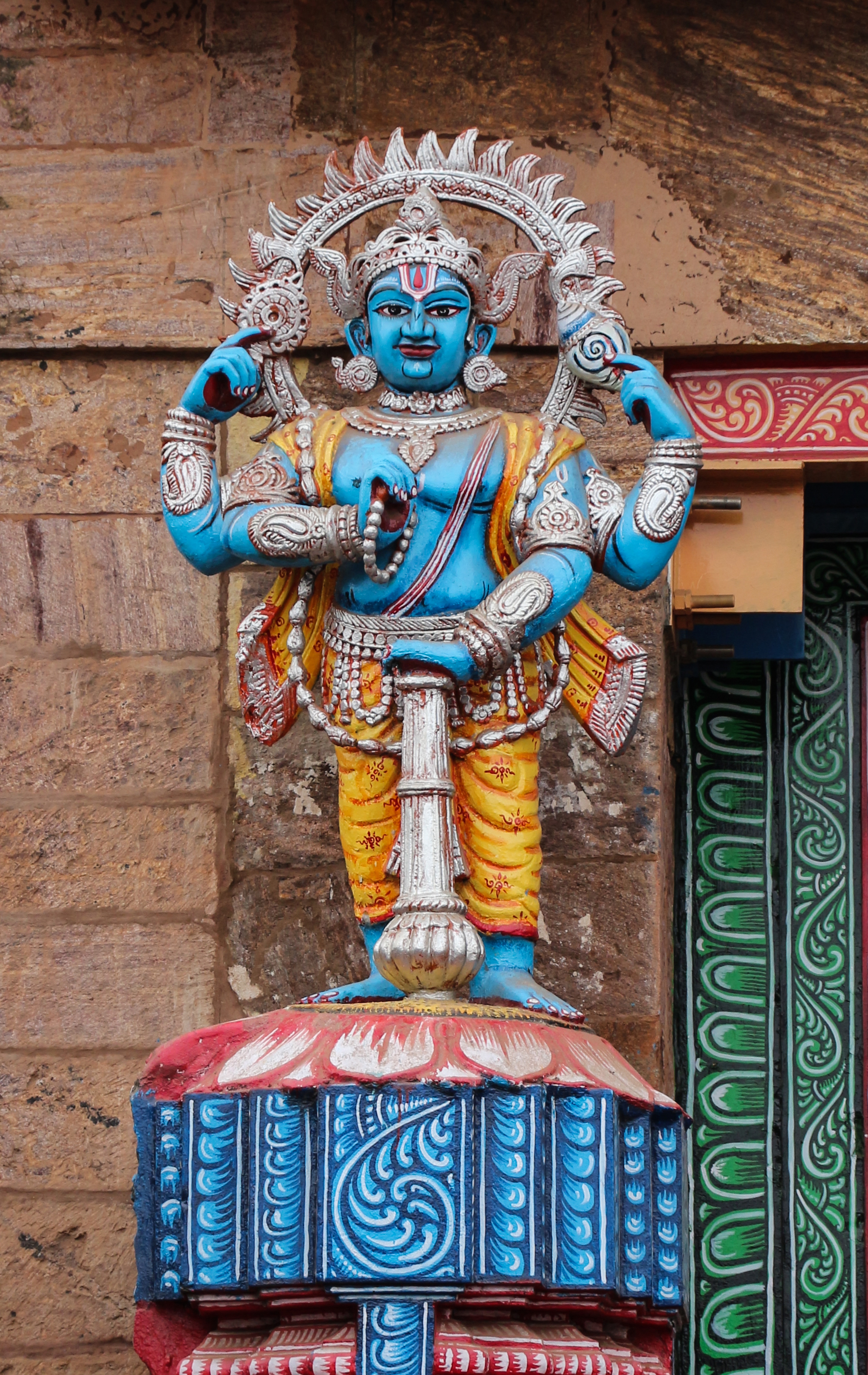
Статуя Виджаи

Вишну извинился перед Кумарами за своих слуг Джаю и Виджаю, и сказал, что наказание Джаи и Виджаи в виде их рождения в материальном мире уже было предопределено им ранее. После этого, Кумары обошли вокруг Вишну, поклонились ему и удалились. Обратившись к Джае и Виджае, Вишну сказал, чтобы они ничего не боялись. Он сообщил им, что мог бы лишить проклятие Кумаров силы, но не будет этого делать потому, что их падение с Вайкунтхи предрекла его супруга Лакшми. Она разгневалась на Джаю и Виджаю за то, что однажды, когда она покинула обитель Вишну, а затем вернулась назад в то время как Вишну отдыхал в своих покоях, они остановили её у ворот и не пустили её во дворец пока Вишну не проснулся.
Вишну предложил Джае и Виджае выбор: родиться семь раз в материальном мире как его преданные или родиться только три раза, но как асуры, и в каждой из этих трёх жизней сразиться с ним в одной из его аватар. Джая и Виджая, желая как можно скорее вернуться на Вайкунтху, изъявили желание родиться три раза как демоны. Тогда Вишну заверил Джаю и Виджаю, что занимаясь бхакти-йогой в гневе, они искупят совершённый грех и очень скоро вернутся к нему. Он объяснил им, что когда они будут пребывать в телах демонов, все их помыслы будут сосредоточены на нём как на враге, и эта сосредоточенность ума, усиленная гневом, свяжет их с ним прочными узами и поможет им быстрее вернуться обратно на Вайкунтху.

### Возвращение
В современную эпоху, известную как Кали-юга, Джая и Виджая свободны от своего проклятия, и их рассматривают как привратников в храмах Вишну и храмах, связанных с вайшнавизмом. Статуи Джаи и Виджаи стоят в храме Венкатешвары в Тирумале, храме Джаганнатхи в Пури и храме Ранганатхи в Шрирангаме.